# Mieszałki
Mieszałki (dawniej: niem. Grünewald) – wieś w Polsce położona w województwie zachodniopomorskim, w powiecie szczecineckim, w gminie Grzmiąca. 
Do roku 2018 istniała szkoła podstawowa.
W latach 1954–1957 wieś należała i była siedzibą władz gromady Mieszałki, po jej zniesieniu w gromadzie Grzmiąca. 
W miejscowości znajduje się przystanek kolejowy Mieszałki.